# Rastattský mír

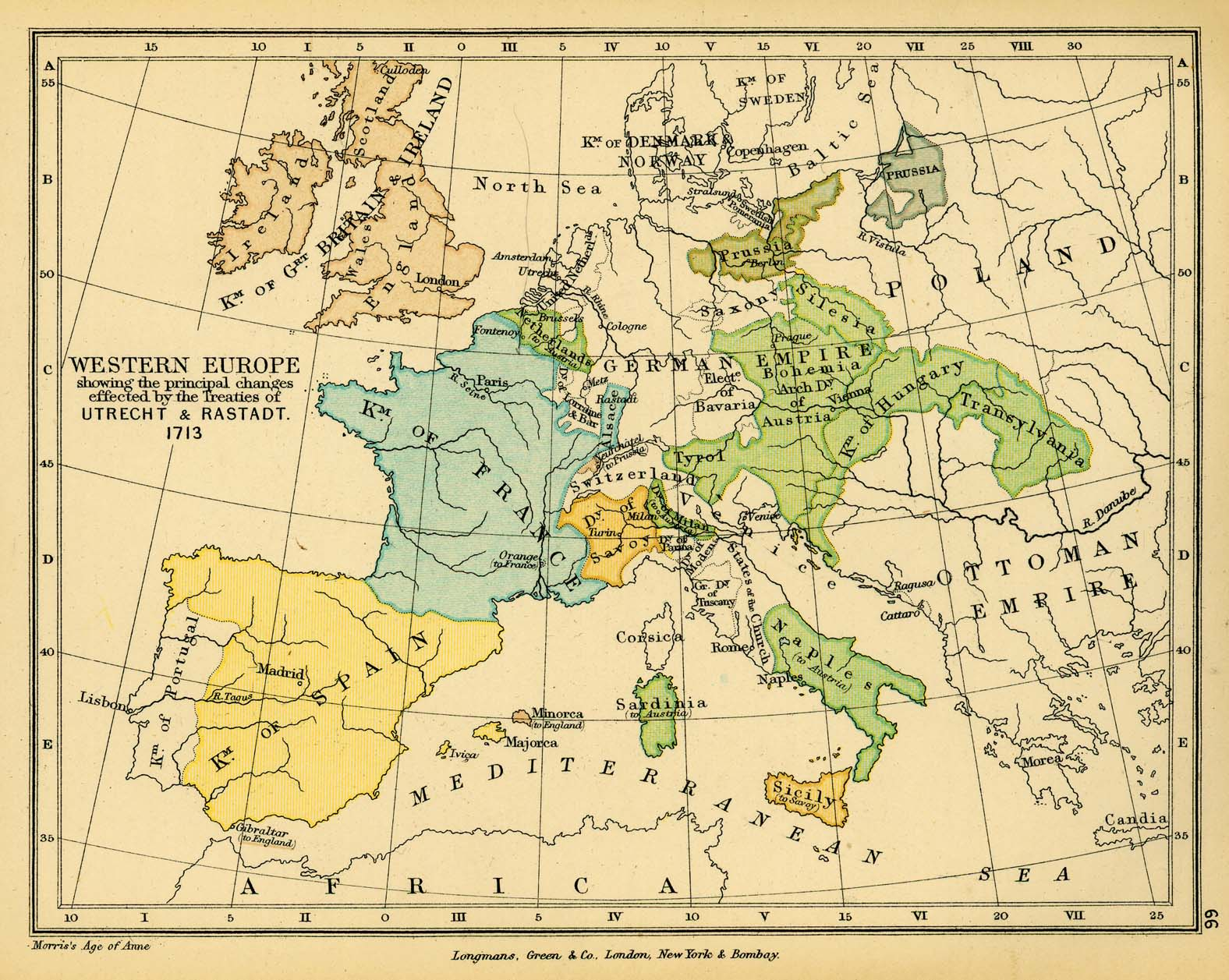
Evropa po rastattském míru v roce 1714

Rastattský mír je označení pro mírovou smlouvu mezi Rakouskem a Francií, uzavřenou 7. března roku 1714 v německém městě Rastattu. Tato dohoda navazovala na předchozí utrechtský mír z 11. dubna 1713 a ukončovala válku o španělské dědictví.
Podle této smlouvy Rakousko obdrželo od Španělska Neapolsko, Milánsko a Sardinii v Itálii, dalším důležitým ziskem bylo pro něj Španělské Nizozemí. Francouzské království ve prospěch Rakouska bylo nuceno odevzdat Freiburg a několik dalších drobných oblastí u svých východních hranic, naopak získalo pevnost Landau.
Za Francii dohodu vyjednal a podepsal maršál Claude de Villars, za Rakousko princ Evžen Savojský.
Rakousko začalo jednat o této smlouvě s Francií v situaci, kdy ho utrechtským mírem opustili jeho spojenci, zejména Velká Británie. Ti se obávali možného spojení Rakouska a Španělska v osobě císaře Karla VI. Obě znepřátelené strany byly navíc válečným konfliktem značně vyčerpané a bylo nepravděpodobné, že jeho pokračování jim může přinést v dohledné době nějaké výsledky. Pro Francouzské království znamenal rastattský a také utrechtský mír ztrátu dominantního velmocenského postavení v Evropě. Říše rakouských Habsburků dosáhla podpisem smlouvy největšího územního rozsahu ve své historii. Navíc vyjednáváním v Rastattu získala mnohem více než se jí nabízelo utrechtským mírem, jehož vyjednávání se také původně účastnila. Rastattský mír je spojován se změnami v evropské politice, spojenými s příklonem k tzv. politice rovnováhy sil.

## Předchozí vývoj

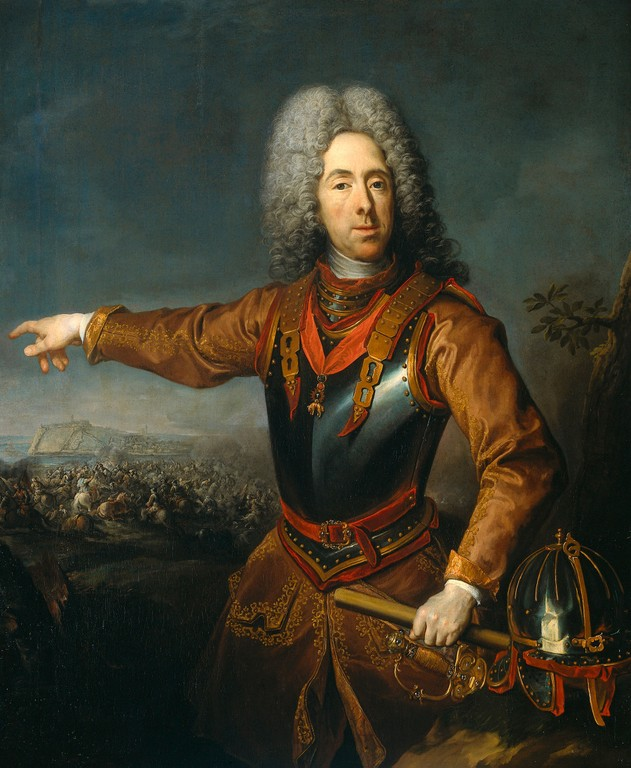
Jedna z klíčových osobností války o španělské dědictví a hlavní rakouský vyjednavač rastattského míru Evžen Savojský
(Jacob van Schuppen, olej na plátně, 1718)

### Válka o španělské dědictví
Hlavním cílem spojenecké aliance Rakouska, Velké Británie, Pruska, Nizozemí, Savojska a dalších států ve válkách o španělské dědictví bylo zabránit hrozbě propojení Francie a Španělska, způsobené korunovací vévody Filipa z Anjou, vnuka francouzského krále Ludvíka XIV., španělským králem. Po počátečních francouzských úspěších se ve válce od roku 1702 začala postupně projevovat ekonomická převaha Nizozemí a Velké Británie. Velkou zásluhu na vznikající převaze protifrancouzských spojenců měl také mimořádný vojenský talent jejich dvou hlavních velitelů vévody z Marlborough a prince Evžena Savojského. Francouzi a Španělé byli opakovaně poráženi v námořních i pozemních bitvách. V roce 1706 musela francouzská vojska vyklidit Flandry a v tom samém roce Itálii, rakouskému arcivévodu Karlovi se dokonce podařilo na dva měsíce obsadit Madrid a prohlásit se španělským králem. Tažení Rakouska a jeho spojenců na Paříž bylo však zastaveno u Malplaquet roku 1709.
Dalším úspěchům protifrancouzské koalice zabránily volby ve Velké Británii, kde nástup vlády toryů znamenal propuštění vévody z Marlborough z armády a postupné omezování anglické účasti ve válce. Rozhodujícím okamžikem ve válce se stala smrt císaře Josefa I. roku 1711. Císařem se stal Karel VI., který byl zároveň i uchazečem o španělský trůn ze strany protifrancouzských spojenců. Možné propojení Španělska a jeho kolonií s Rakouskem bylo zcela nepřijatelné hlavně pro Velkou Británii. S ukončením konfliktu souhlasili i Nizozemci, ohrožení postupem francouzské armády po jejím vítězství v bitvě u Denainu 24. července 1712. Následná jednání mezi Francií, Španělskem, Velkou Británií, Nizozemím, Savojskem a Pruskem byla zakončena tzv. utrechtským mírem z 11. dubna 1713. Rakouští diplomaté své podpisy ke smlouvě z důvodu přehnaných francouzských požadavků odmítli připojit.

### Postoj Rakouska k mírovým jednáním v letech 1712–1713
Po odstoupení Velké Británie z válečných operací roku 1712 se ministři a rádci Karla VI. nemohli shodnout na dalším rakouském postupu. Největší vliv měl na císaře nejvyšší český kancléř Jan Václav Vratislav z Mitrovic, který si společně s prezidentem Dvorské válečné rady Evženem Savojským a druhým dvorním kancléřem hrabětem Filipem  Ludvíkem ze Sinzendorfu byl vědom obtížnosti dalšího pokračování ve válce. Bylo jim jasné, že kdyby k mírovým jednáním přistoupilo i Nizozemí, tak by Rakousko ve válce pravděpodobně pokračovat nemohlo. Hlavním plánem těchto politiků a zvláště Vratislava z Mitrovic bylo vzdát se nároku na Španělsko, které bez podpory místních obyvatel a silného námořnictva Rakousko nemohlo udržet. Další součástí plánu bylo ponechat si italské državy, hlavně Milánsko, a bývalé Španělské Nizozemí případně vyměnit za Bavorsko, francouzského spojence obsazeného Rakušany. Tento plán však narážel na odpor rádců, které si Karel VI. přivedl ze Španělska.
Nakonec hrabě Sinzendorf, který se účastnil za Rakousko mírových jednání mezi mocnostmi na přelomu roku 1712 a 1713 a také počátkem roku 1713 dostal od vídeňského dvora pokyn učinit Francii podle potřeby určité ústupky. Francouzští diplomaté si to vyložili jako projev slabosti a začali stupňovat své požadavky. Požadovali od Rakouska vyklizení italských měst Mantovy, Mirandoly a Comacchia, odškodnění svého spojence bavorského kurfiřta Maxe Emanuela Sardinií a Lucemburskem a také aby se císař vzdal titulu španělského krále. Tyto požadavky byly pro Karla VI. a jeho ministry nepřijatelné. 11. dubna 1713 tedy ostatní země podepsaly utrechtský mír bez Rakouska, které setrvalo ve válce.

### Rýnské tažení roku 1713 a ukončení války
Rakousku zbývali pouze spojenci ze Svaté říše římské, jeho armáda se kromě rakouských vojáků skládala také z vojsk saských, hesenských a hannoverských a jejího velení se v květnu roku 1713 opět ujal Evžen Savojský. Francouzská armáda pod velením markýze Villarse měla zhruba dvojnásobnou převahu a převzala iniciativu, 20. srpna dobyla Landau a 1. listopadu donutila ke kapitulaci Freiburg. Poté se armády rozešly do svých zimních ležení.
Francie sice dosáhla určitých úspěchů, ale celkově ji válka značně finančně vyčerpávala, zvlášť v situaci, kdy musela bojovat na nepřátelském území. Rakousko na tom bylo podobně. Úpadek jeho armády dokumentuje fakt, že během tažení si jeho vojáci vařili k jídlu žaludy a jejich dragounští koně museli jíst spadané listí. Proto již v době, kdy byl dobýván Freiburg, byli oba nepřátelští vojevůdci prostřednictvím falckého kurfiřta Jana Viléma Falcko-Neuburského v kontaktu. 1. listopadu byla mezi nimi domluvena schůzka, která se uskutečnila 26. listopadu na bádenském zámku Rastatt a tím začala vlastní mírová jednání.

## Mírová jednání

### Průběh mírových jednání

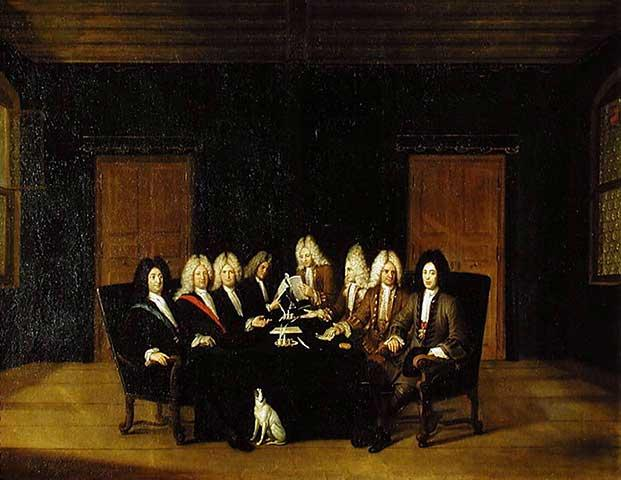
Účastníci mírového kongresu v Badenu v září 1714. Maršál Villars sedí zcela vlevo, zcela vpravo je Evžen Savojský
(Johann Rudolf Huber, olej na plátně, 1714)

Příznivou atmosféru mírových jednání ovlivnil přátelský vztah obou protivníků, prince Evžena Savojského a maršála Villarse. Lepší vyjednávací pozici měl habsburský vojevůdce, který jako nejvlivnější ministr Karla VI. měl plnou důvěru svého panovníka. Navíc se mohl opřít o zkušený tým zde přítomných diplomatů a na dálku také o informace druhého dvorního kancléře a jednoho z vedoucích ministrů tzv. Tajné konference hraběte Sinzendorfa. Francouzští politici naopak nebyli jednotní, maršál Villars musel na dálku svádět boj s Versailleskou opozicí v čele s ministrem zahraničí Jeanem-Baptistem Torcym, který byl zastáncem tvrdšího protirakouského postupu. Villars si byl vědom slabosti svého postavení a snažil se vyjednat pro Francii příznivý mír co nejrychleji. Sám při tom dělal chyby, např. nebyl dobře informován o všech detailech vyjednávání. Jeho protivník si toho byl dobře vědom.
V prosinci 1713 začalo jednání váznout, když Francouzi odmítali vrátit do říšských rukou pevnost Landau, vyjednavači se nemohli shodnout ani na odškodnění pro bavorského kurfiřta Maxe Emanuela a jeho bratra Josefa Klementa. Následný přepracovaný návrh dohody byl odmítnut francouzským ministrem Torcym a i samotným Ludvíkem XIV. a další jednání zcela zablokoval požadavek z Versailles na odškodnění jeho uherského spojence, sedmihradského knížete Františka II. Rákócziho.
Po přerušení na začátku února se nakonec přece jenom ukázalo, že vůle ukončit válku na obou stranách převažuje. Schůzky byly na konci měsíce obnoveny a již po týdnu jednání byla dohoda 6. března 1714 hotova. Jako oficiální datum podpisu byl však stanoven až 7. březen, den svátku svaté Perpetuy, křesťanské světice, jejíž jméno je symbolem věčného míru.
Oficiální mírová smlouva byla ale podepsána až po jejím schválení říšskými stavy a přeložení textu této dohody z francouzštiny do latiny. Stalo se tak ve švýcarském městě Baden 7. září 1714 (viz Bádenský mír).

### Vztah Evžena Savojského a maršála Villarse
Zajímavý byl vztah obou hlavních vyjednavačů rastattského kongresu maršála Villarse a Evžena Savojského. Ačkoli proti sobě několikrát stáli na bitevním poli, mimo jiné v nejkrvavější bitvě 18. století u Malplaquet, byli dobří přátelé. Poznali se už v roce 1687 při vojenském tažení v Uhrách, zvláštní je, že vojenské schopnosti pozdějšího slavného rakouského vojevůdce na Villarse v té době příliš velký dojem neudělaly. V kontaktu byli i v posledních několika letech 17. století, kdy byl markýz Villars francouzským velvyslancem ve Vídni. Oba je spojovala např. osobní odvaha a schopnost v kritickém okamžiku bitvy nasadit svůj vlastní život.
Důkazem jejich stále trvajícího přátelství může být i to, že se při úvodním setkání v Rastattu upřímně a vřele objali. Během mírového vyjednávání v Rasttatu pak zcela opomíjeli složitý protokol diplomatického vyjednávání plný ceremoniálních záležitostí, typický pro tehdejší barokní období. Často se navštěvovali, vtipkovali spolu a po večerech hráli karty nebo poslouchali hudební představení. Při vlastních diplomatických jednáních však tvrdě hájili zájmy svých států. Chování svého protějšku popisoval maršál Villars v dopise do Francie tímto způsobem: „Jsme zde, princ Evžen a já, v těsných osobních vztazích. Jeho charakter nezná žádnou přetvářku a on mi sděluje zcela svobodně své mínění o všem, vyjma záležitostí týkajících se jeho panovníka“.

## Podmínky
Rakousko si mírovým jednáním v Rastattu dokázalo dohodnout mnohem lepší podmínky, než mu nabízela Francie prostřednictvím utrechtského míru. Podle toho také vypadalo přivítání Evžena Savojského ve Vídni 19. března 1714 – jinak velmi rezervovaný císař Karel VI. ho veřejně objal a políbil. Nejdůležitější bylo rozšíření jeho říše o Španělské Nizozemí, zmenšené pouze o oblast Geldern (ta připadla Prusku) a severní pevnostní bariéru, kterou získalo Holandsko. Dále rakouští Habsburkové získali Milánské vévodství, Sardinii, Neapolsko, Mantovu, Comacchio, Mirandolu a tzv. Stato dei Presidi, území zahrnující dřívější opěrné body Španělska na toskánském pobřeží. Ten bod utrechtské smlouvy, který popisoval přenechání některých lombardských území Savojsku, nebyl v rastattské smlouvě vůbec zmíněn. Karel VI. už nemusel odškodňovat knížete Rákócziho a oproti utrechtskému míru ani bavorského kurfiřta Maxe Emanuela. Císař se však musel vzdát svých spojenců ve španělském Katalánsku, kteří byli v září 1714 poraženi. Proto i když se formálně nevzdal nároku na Španělsko (jeho podpis je na oficiální smlouvě doprovázen např. tituly král Cordoby, Korsiky a podobně), bylo jasné, že šance na jeho získání jsou velmi malé.
Hranice Francie se v podstatě vrátily do stavu daného rijswijskou smlouvou z roku 1697, to znamená, že se příliš nezměnily. Ludvík XIV si sice mohl ponechat pevnost Landau, ale musel vrátit město Freiburg a několik dalších míst na pravém břehu Rýna.

## Evropa po uzavření Rastattského míru
Říše rakouských Habsburků dosáhla podpisem smlouvy největšího územního rozsahu ve své historii. Její území bylo ale rozdrobené a v důsledku toho obtížněji udržitelné. Všechna území, jež zahrnovala, byla spojována pouze osobou panovníka, katolickou vírou a tzv. pragmatickou sankcí. Dlouhý válečný konflikt se také negativně projevil na stavu rakouského hospodářství a míře jeho státního zadlužení. Francie ztratila svou velmocenskou převahu nad ostatními státy v Evropě a navíc i ji válka velmi vyčerpala. Územní zisky ze španělského dědictví posílily jeho soupeře Rakousko a zejména Velkou Británii. Francouzský průmysl byl ochromen daněmi a ve státě byl nedostatek potravin. Státní dluh francouzského království se zvýšil ze 150 milionů livrů v roce 1683 na téměř tři miliardy livrů v době ukončení války a Francii tak hrozil státní bankrot. Na španělský trůn sice usedl Filip V., vnuk francouzského krále Ludvík XIV., místo císaře Karla VI., ale Ludvík XIV. nedosáhl svého původního cíle, kterým bylo spojení francouzského a španělského království.
Rastattská a utrechtská mírová dohoda byly součástí velkých změn v evropské mezinárodní politice. V Evropě se začala prosazovat tzv. politika rovnováhy sil na kontinentě, která střídala snahy politiků a panovníků ovládat rozsáhlá území několika států jednou dynastií, jak tomu bylo např. v případě Habsburků. Rozhodující úlohu v této politice rovnováhy hrála Velká Británie, jejíž vzrůstající ekonomická síla ji umožňovala podílet se na vytváření koalic států a zamezit tak případnému vzrůstu jakéhokoli svého silného soupeře.